# Monts des Cardamomes
Pour les articles homonymes, voir Cardamome (homonymie).
Ne pas confondre avec la chaîne des Cardamomes principalement située au Cambodge.
Les monts des Cardamomes (en malayalam : ഏലമല, Elamala) sont des montagnes de la pointe sud du sous-continent indien. Elles constituent le prolongement des Ghâts occidentaux et séparent de fait la ville de Cochin et le reste de la côte de Malabar des plaines méridionales du Tamil Nadu et de la ville de Madurai.
Leur nom prend sens aux XIXe et XXe siècles, lorsque le royaume de Travancore systématise et accorde des concessions de cultures d'exportation (particulièrement la cardamome) dans ces montagnes, jusqu'alors largement occupées par une couverture forestière intense et difficile d'accès. Cela entraîne un front pionnier notamment investi par les populations chrétiennes orientales (chrétiens de saint Thomas), qui forment désormais une part importante de la démographie dans ces montagnes. Les monts des Cardamomes ont connu conséquemment une déforestation massive et la marginalisation des populations locales dites aborigènes (Adivasis), telles que les Mannans, dépossédées de leur terre. La cardamome, indigène à ces montagnes, y était néanmoins déjà cultivée et exploitée par les populations autochtones, et en faisait la renommée. Il est estimé que 70 % de la production nationale de cardamome est issue de la région.
Le parc national de Periyar préserve de grands massifs forestiers reliques de la vaste forêt tropicale humide qui occupait autrefois les monts.

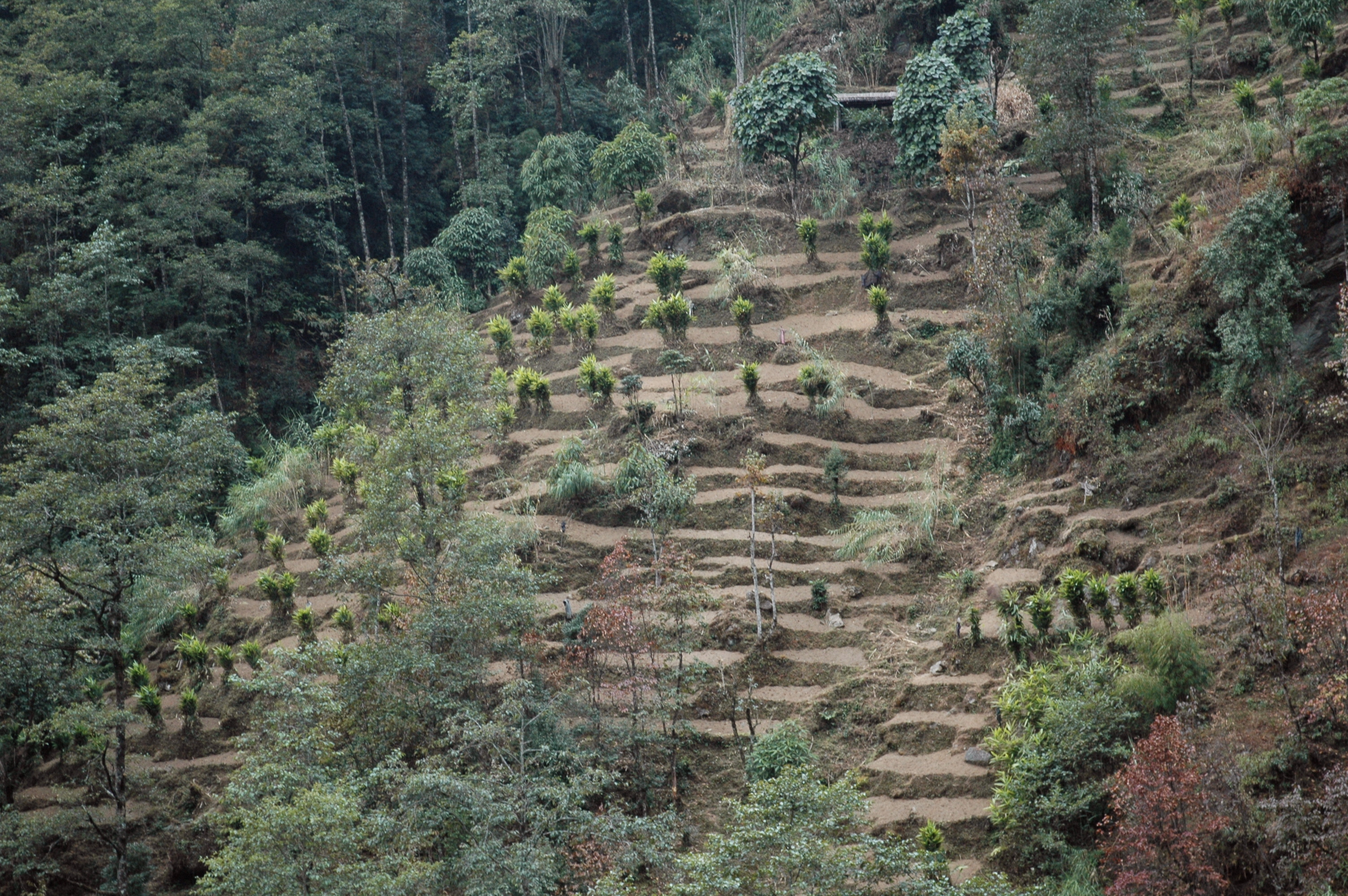
Monts des Cardamomes